# Rafał Matusiak
Rafał Matusiak (ur. 3 lipca 1980) – polski siatkarz, grający na pozycji przyjmującego.
Gra z powodzeniem w siatkówkę plażową. W 2010 roku w finale Mistrzostw Polski w Niechorzu został w parze z Tomaszem Sińczakiem srebrnymi medalistami. W sezonie 2012/2013 zdobył w Toruniu Puchar Polski w parze z Dominikiem Witczakiem.

## Kluby
| Lata      | W klubie                      | Klub                     | Liga                  |
| --------- | ----------------------------- | ------------------------ | --------------------- |
|           |                               | Wifama Łódź              | II liga               |
| 2002/2003 | SPS Zduńska Wola              |                          | II liga               |
| 2003/2004 | SPS Zduńska Wola              | I liga                   |                       |
| 2004/2005 | Delecta-Chemik Bydgoszcz      | I liga                   |                       |
| 2005/2006 | Delecta-Chemik Bydgoszcz      | I liga                   |                       |
| 2006/2007 | Delecta-Chemik Bydgoszcz      | Polska Liga Siatkówki    |                       |
| 2007/2008 | do 02.12.2007                 | GTPS Gorzów Wielkopolski | I liga                |
| 2007/2008 | od 03.12.2007                 | BKSCh Delecta Bydgoszcz  | Polska Liga Siatkówki |
| 2008/2009 |                               | Pronar Parkiet Hajnówka  | I liga                |
| 2009/2010 | MKS Orzeł Międzyrzecz AZS-AWF |                          | I liga                |
| 2010/2011 | MKS Orzeł Międzyrzecz AZS-AWF |                          | I liga                |

## Sukcesy klubowe
I liga:
- 2006
- 2005